# Бо, Дэмион
Дэмион Бо (англ. Damion Baugh; Пустой шаблон {{ВД-Преамбула}} ) — американский профессиональный баскетболист, выступающий за клуб НБА «Шарлотт Хорнетс».

## Профессиональная карьера

### Саут-Бей Лейкерс (2023–2024)
После того, как Дэмион Бо не был выбран на драфте НБА 2023 года, 7 сентября 2023 года он подписал контракт с «Лос-Анджелес Лейкерс». Однако 16 октября его отчислили, и двенадцать дней спустя он присоединился к «Саут-Бей Лейкерс».

### Уэстчестер Никс (2024–2025)
2 октября 2024 года Бо подписал контракт с «Нью-Йорк Никс», но 9 октября его отчислили. 28 октября он присоединился к «Уэстчестер Никс».

### Шарлотт Хорнетс (2025–настоящее время)
12 февраля 2025 года Бо подписал двусторонний контракт с «Шарлотт Хорнетс». В тот же день он дебютировал в НБА, набрав 16 очков, сделав 5 подборов и 3 результативные передачи, выйдя на замену в матче против «Орландо Мэджик», проигранном со счётом 102-86.

## Статистика

### Статистика в НБА
| Сезон                                                                                    | Команда | Регулярный сезон | Регулярный сезон | Регулярный сезон | Регулярный сезон | Регулярный сезон | Регулярный сезон | Регулярный сезон | Регулярный сезон | Регулярный сезон | Регулярный сезон | Регулярный сезон | Серия плей-офф | Серия плей-офф | Серия плей-офф | Серия плей-офф | Серия плей-офф | Серия плей-офф | Серия плей-офф | Серия плей-офф | Серия плей-офф | Серия плей-офф | Серия плей-офф |
| Сезон                                                                                    | Команда | GP               | GS               | MPG              | FG%              | 3P%              | FT%              | RPG              | APG              | SPG              | BPG              | PPG              | GP             | GS             | MPG            | FG%            | 3P%            | FT%            | RPG            | APG            | SPG            | BPG            | PPG            |
| ---------------------------------------------------------------------------------------- | ------- | ---------------- | ---------------- | ---------------- | ---------------- | ---------------- | ---------------- | ---------------- | ---------------- | ---------------- | ---------------- | ---------------- | -------------- | -------------- | -------------- | -------------- | -------------- | -------------- | -------------- | -------------- | -------------- | -------------- | -------------- |
| 2024/25                                                                                  | Шарлотт | 15               | 2                | 24,7             | 32,3             | 21,4             | 86,7             | 3,3              | 3,7              | 1,0              | 0,1              | 7,3              | Не участвовал  | Не участвовал  | Не участвовал  | Не участвовал  | Не участвовал  | Не участвовал  | Не участвовал  | Не участвовал  | Не участвовал  | Не участвовал  | Не участвовал  |
|                                                                                          | Всего   | 15               | 2                | 24,7             | 32,3             | 21,4             | 86,7             | 3,3              | 3,7              | 1,0              | 0,1              | 7,3              | Не участвовал  | Не участвовал  | Не участвовал  | Не участвовал  | Не участвовал  | Не участвовал  | Не участвовал  | Не участвовал  | Не участвовал  | Не участвовал  | Не участвовал  |
| Наведите курсор мыши на аббревиатуры в заголовке таблицы, чтобы прочесть их расшифровку. |         |                  |                  |                  |                  |                  |                  |                  |                  |                  |                  |                  |                |                |                |                |                |                |                |                |                |                |                |

### Статистика в Джи-Лиге
| Сезон                                                                                    | Команда          | Регулярный сезон | Регулярный сезон | Регулярный сезон | Регулярный сезон | Регулярный сезон | Регулярный сезон | Регулярный сезон | Регулярный сезон | Регулярный сезон | Регулярный сезон | Регулярный сезон | Серия плей-офф | Серия плей-офф | Серия плей-офф | Серия плей-офф | Серия плей-офф | Серия плей-офф | Серия плей-офф | Серия плей-офф | Серия плей-офф | Серия плей-офф | Серия плей-офф |
| Сезон                                                                                    | Команда          | GP               | GS               | MPG              | FG%              | 3P%              | FT%              | RPG              | APG              | SPG              | BPG              | PPG              | GP             | GS             | MPG            | FG%            | 3P%            | FT%            | RPG            | APG            | SPG            | BPG            | PPG            |
| ---------------------------------------------------------------------------------------- | ---------------- | ---------------- | ---------------- | ---------------- | ---------------- | ---------------- | ---------------- | ---------------- | ---------------- | ---------------- | ---------------- | ---------------- | -------------- | -------------- | -------------- | -------------- | -------------- | -------------- | -------------- | -------------- | -------------- | -------------- | -------------- |
| 2023/24                                                                                  | Саут-Бей Лейкерс | 37               | 10               | 27,4             | 44,4             | 28,4             | 82,6             | 4,5              | 2,9              | 1,6              | 0,5              | 11,8             | Не участвовал  | Не участвовал  | Не участвовал  | Не участвовал  | Не участвовал  | Не участвовал  | Не участвовал  | Не участвовал  | Не участвовал  | Не участвовал  | Не участвовал  |
| 2024/25                                                                                  | Уэстчестер Никс  | 35               | 20               | 30,9             | 45,5             | 32,8             | 71,2             | 5,7              | 8,1              | 1,7              | 0,3              | 12,8             | Не участвовал  | Не участвовал  | Не участвовал  | Не участвовал  | Не участвовал  | Не участвовал  | Не участвовал  | Не участвовал  | Не участвовал  | Не участвовал  | Не участвовал  |
| 2024/25                                                                                  | Гринсборо Сворм  | 4                | 4                | 32,0             | 32,7             | 35,3             | 71,4             | 6,5              | 5,8              | 1,3              | 0,0              | 11,8             | 1              | 1              | 27,0           | 33,3           | 0,0            | 100,0          | 2,0            | 1,0            | 0,0            | 0,0            | 10,0           |
|                                                                                          | Всего            | 76               | 34               | 29,3             | 44,1             | 31,0             | 76,5             | 5,2              | 5,4              | 1,6              | 0,4              | 12,3             | 1              | 1              | 27,0           | 33,3           | 0,0            | 100,0          | 2,0            | 1,0            | 0,0            | 0,0            | 10,0           |
| Наведите курсор мыши на аббревиатуры в заголовке таблицы, чтобы прочесть их расшифровку. |                  |                  |                  |                  |                  |                  |                  |                  |                  |                  |                  |                  |                |                |                |                |                |                |                |                |                |                |                |

### Статистика в NCAA
| Сезон | Команда | Conf   | Class  | GP  | GS | MPG  | FG%  | 3P%  | FT%  | RPG | APG | SPG | BPG | PPG  |
| --- | ------- | ------ | ------ | --- | -- | ---- | ---- | ---- | ---- | --- | --- | --- | --- | ---- |
| 2019/20 | Мемфис  | AAC    | FR     | 31  | 25 | 20,7 | 43,8 | 29,4 | 55,8 | 3,6 | 2,8 | 1,1 | 0,3 | 4,1  |
| 2020/21 | Мемфис  | AAC    | SO     | 26  | 4  | 19,6 | 41,5 | 26,3 | 68,2 | 2,6 | 1,9 | 1,0 | 0,3 | 3,4  |
| 2021/22 | ТКУ     | Big 12 | JR     | 31  | 30 | 31,1 | 41,9 | 27,0 | 65,6 | 4,4 | 4,5 | 1,3 | 0,2 | 10,6 |
| 2022/23 | ТКУ     | Big 12 | SR     | 29  | 29 | 35,0 | 43,1 | 33,0 | 70,7 | 4,7 | 5,8 | 1,8 | 0,3 | 12,6 |
| Всего | Всего   | Всего  | Всего  | 117 | 88 | 26,8 | 42,5 | 29,5 | 66,4 | 3,9 | 3,8 | 1,3 | 0,3 | 7,8  |
| Мемфис | Мемфис  | Мемфис | Мемфис | 57  | 29 | 20,2 | 42,8 | 27,8 | 60,0 | 3,2 | 2,4 | 1,1 | 0,3 | 3,8  |
| ТКУ | ТКУ     | ТКУ    | ТКУ    | 60  | 59 | 33,0 | 42,5 | 29,8 | 68,4 | 4,6 | 5,1 | 1,5 | 0,2 | 11,6 |
| Наведите курсор мыши на аббревиатуры в заголовке таблицы, чтобы прочесть их расшифровку Статистика приведена с сайта sports-reference.com |         |        |        |     |    |      |      |      |      |     |     |     |     |      |